# Cinco fueron escogidos
Cinco fueron escogidos (übersetzt: „Fünf wurden ausgewählt“) ist ein mexikanischer Film aus dem Jahr 1943. Die Regie dieses Kriegsfilms führte Herbert Kline. Das auf einer Vorlage von Budd Schulberg basierende Drehbuch verfassten Rafael M. Muñoz und Xavier Villaurrutia.

## Handlung
Der Film spielt im von der Wehrmacht besetzten Jugoslawien. In einer Kleinstadt wurde eine Nazi-Offizieller getötet, woraufhin die Besatzer Vergeltungsmaßnahmen durchführen. Fünf der Bewohner des Ortes werden zum Tode verurteilt. Sie repräsentieren die unterschiedlichen Gruppen der Stadt: Einer von ihnen ist ein Aristokrat, einer der Bürgermeister, einer der Polizist der Stadt, einer ein Friseur und einer ein Angestellter. Neben diesen fünf soll auch ein Obdachloser hingerichtet werden. Die Familien und Nachbarn bemühen sich, die Aufhebung der Todesurteile zu erwirken. Schließlich lassen die nationalsozialistischen Besatzer aber die Exekutionen durchführen.

## Produktion
Cinco fueron escogidos wurde von der Gesellschaft Alpha Films produziert. Er hatte seine Premiere in Mexiko am 8. Juli 1943.
Es gibt Berichte darüber, dass von Cinco fueron escogidos zeitgleich eine Version in englischer Sprache gedreht wurde. In dieser sollen unter anderem Art Smith, Victor Kilian, Howard Da Silva, Ricardo Montalbán und Leonid Kinskey mitgespielt haben. Es gibt jedoch keine Information darüber, ob diese Filmversion jemals veröffentlicht wurde.